# Omar Faye
Pour les articles homonymes, voir Faye.
 (janvier 2022).
Si vous disposez d'ouvrages ou d'articles de référence ou si vous connaissez des sites web de qualité traitant du thème abordé ici, merci de compléter l'article en donnant les références utiles à sa vérifiabilité et en les liant à la section « Notes et références ».
Cheikh Omar Faye (né le 10 janvier 1960) est un athlète et homme politique gambien, actuel[Quand ?] ministre de la Défense.
Il a été ambassadeur de Gambie aux États-Unis de 2015 à 2016 et a représenté la Gambie aux Jeux olympiques d'été de 1984 à Los Angeles.